# A2 (motorväg, Belgien)
A2 är en motorväg i Belgien som går mellan Leuven i Flamländska Brabant till Genk i Limburg vid gränsen till Nederländerna.
A2 överlappar i sin hela sträckning med E314.

## Beskrivning

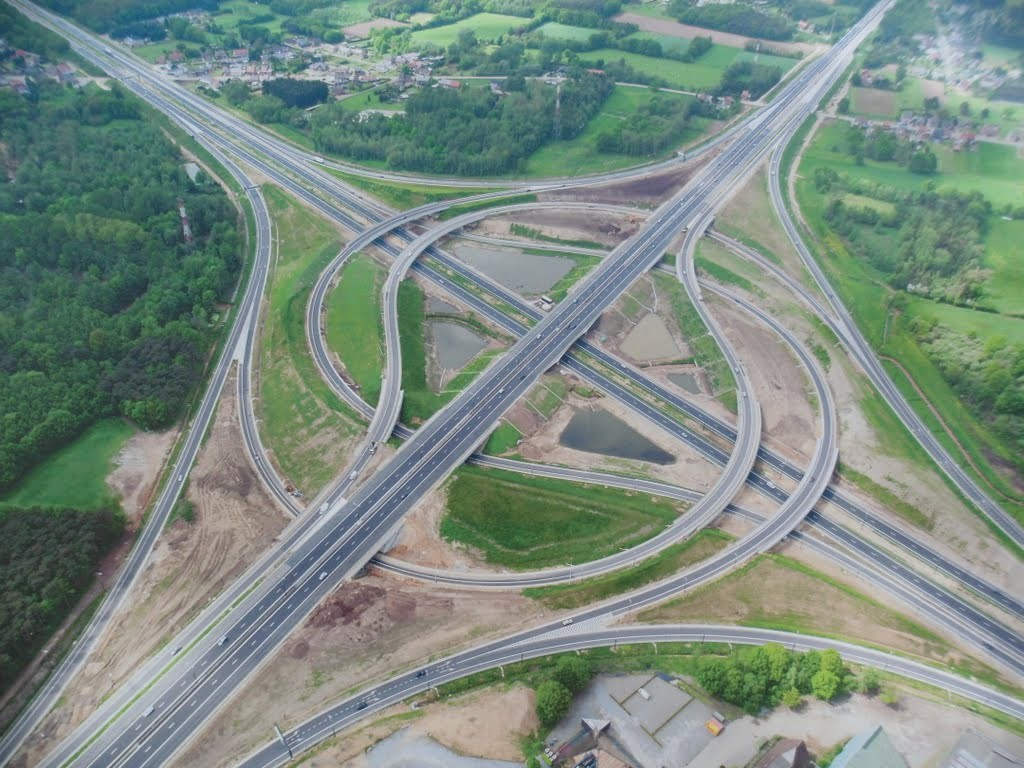
Korsningen med A13/E313 i Lummen.

A2 börjar i Leuven i korsningen med A3/E40 och passerar korsningen med A13/E313 vid Lummen. Den slutar vid den nederländska gränsen där den på andra sidan av gränsen övergår till väg A76.  